# York Haven
York Haven is een plaats (borough) in de Amerikaanse staat Pennsylvania, en valt bestuurlijk gezien onder York County.

## Demografie
Bij de volkstelling in 2000 werd het aantal inwoners vastgesteld op 809.
In 2006 is het aantal inwoners door het United States Census Bureau geschat op 799, een daling van 10 (-1.2%).

## Geografie
Volgens het United States Census Bureau beslaat de plaats een oppervlakte van
0,9 km², waarvan 0,8 km² land en 0,1 km² water. York Haven ligt op ongeveer 105 m boven zeeniveau.

## Plaatsen in de nabije omgeving
De onderstaande figuur toont nabijgelegen plaatsen in een straal van 12 km rond York Haven.